# Десна (притока Пахри)
Десна — річка в Москві і Московській області, ліва притока Пахри. Назва Десна походить від слов'янського слова «правиця» — права рука, також означає «річка, що впадає праворуч».

## Опис
Десна утворюється злиттям річок Пахорки і Бутині біля селища Калининец. Впадає в Пахру біля села Дубровиці, біля Подольська.
Довжина — 88 км, площа водозбірного басейну становить 717 км2.
Основне живлення Десна, як і більшості московських річок, здійснюється за рахунок талих снігових вод: вони становлять близько 60 % від загального сумарного стоку, частка дощових вод становить від 12 до 20 %. Інша частина припадає на підземні джерела.
Притоками Десни є річки Сосонка і Незнайка.
На берегах Десни розташовані село Алабіно, міста Апрелівка і Троїцьк.

## Етимологія
Назва Десна походить від слов'янського слова «десный», тобто — «правий». Оскільки правиця — це «права рука», то назва ріки означає «права річка» або — «річка, що впадає праворуч». Традиційно, слов'яни давали назви йдучи вгору за течією. З деяких пір бік впадіння річки стали позначати за напрямом течії, тому раніше ліві притоки тепер стали правими.

## Фотогалерея

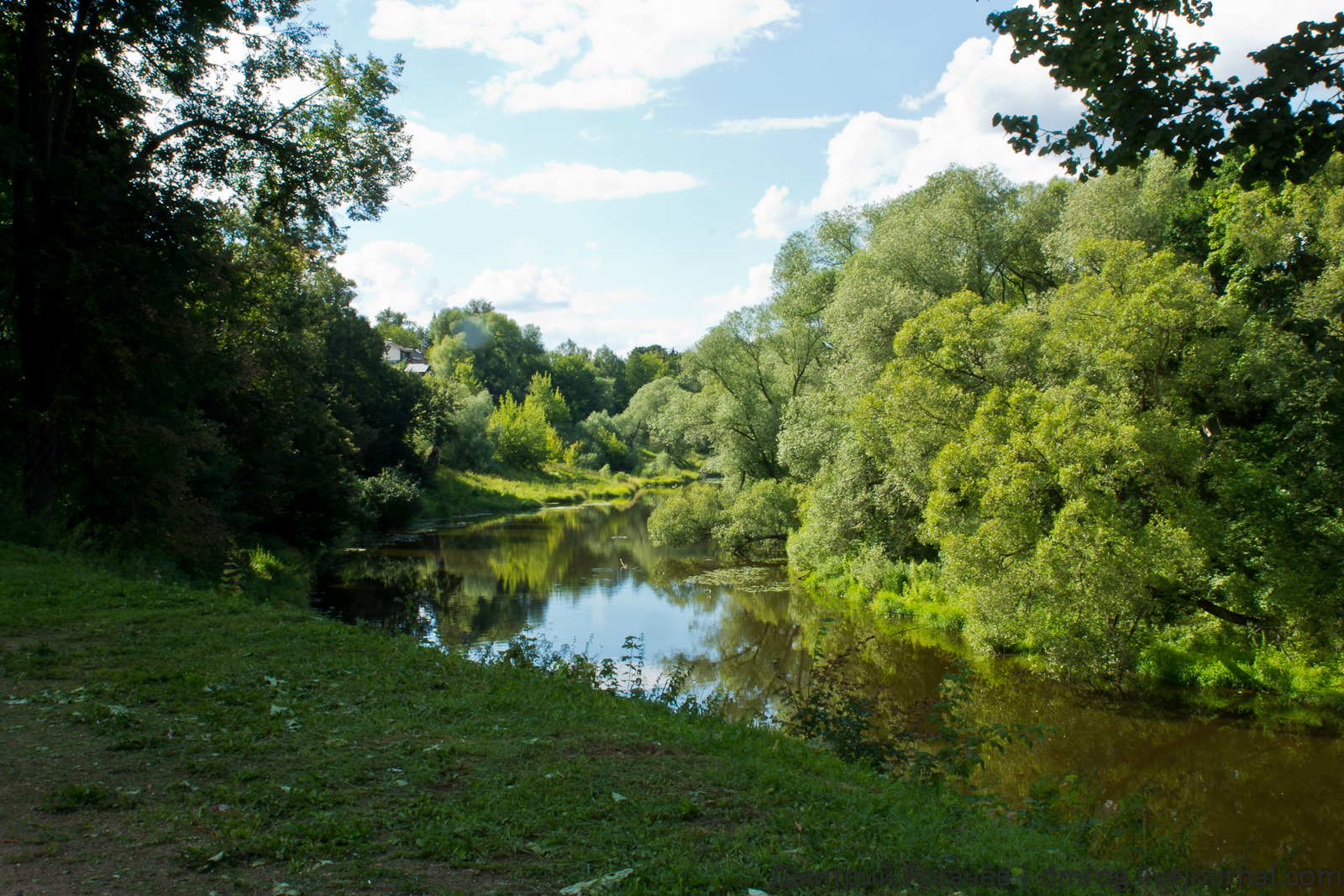
Річка Десна, липень 2012 рік
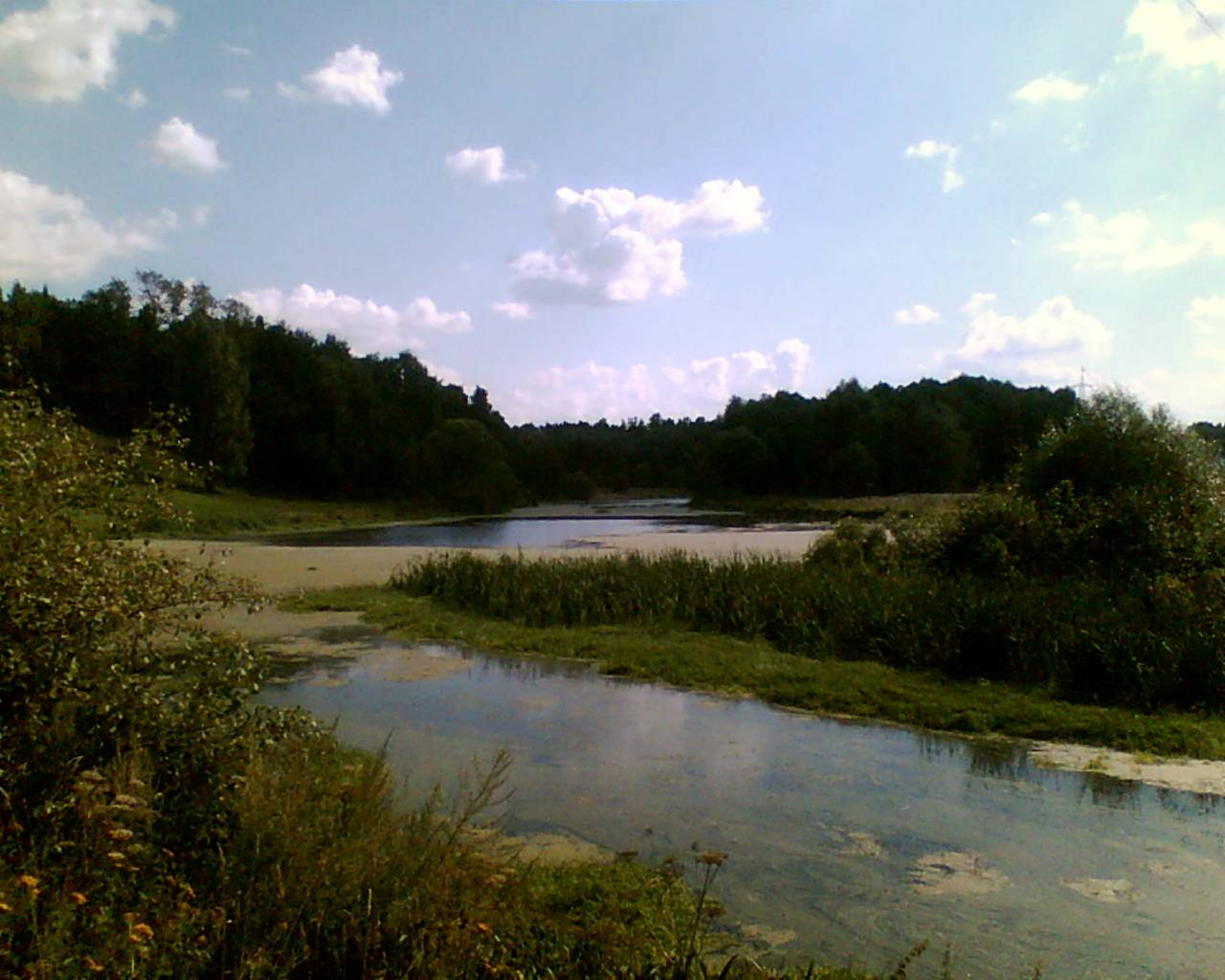
Десна впадає в Пахру, 2006 рік
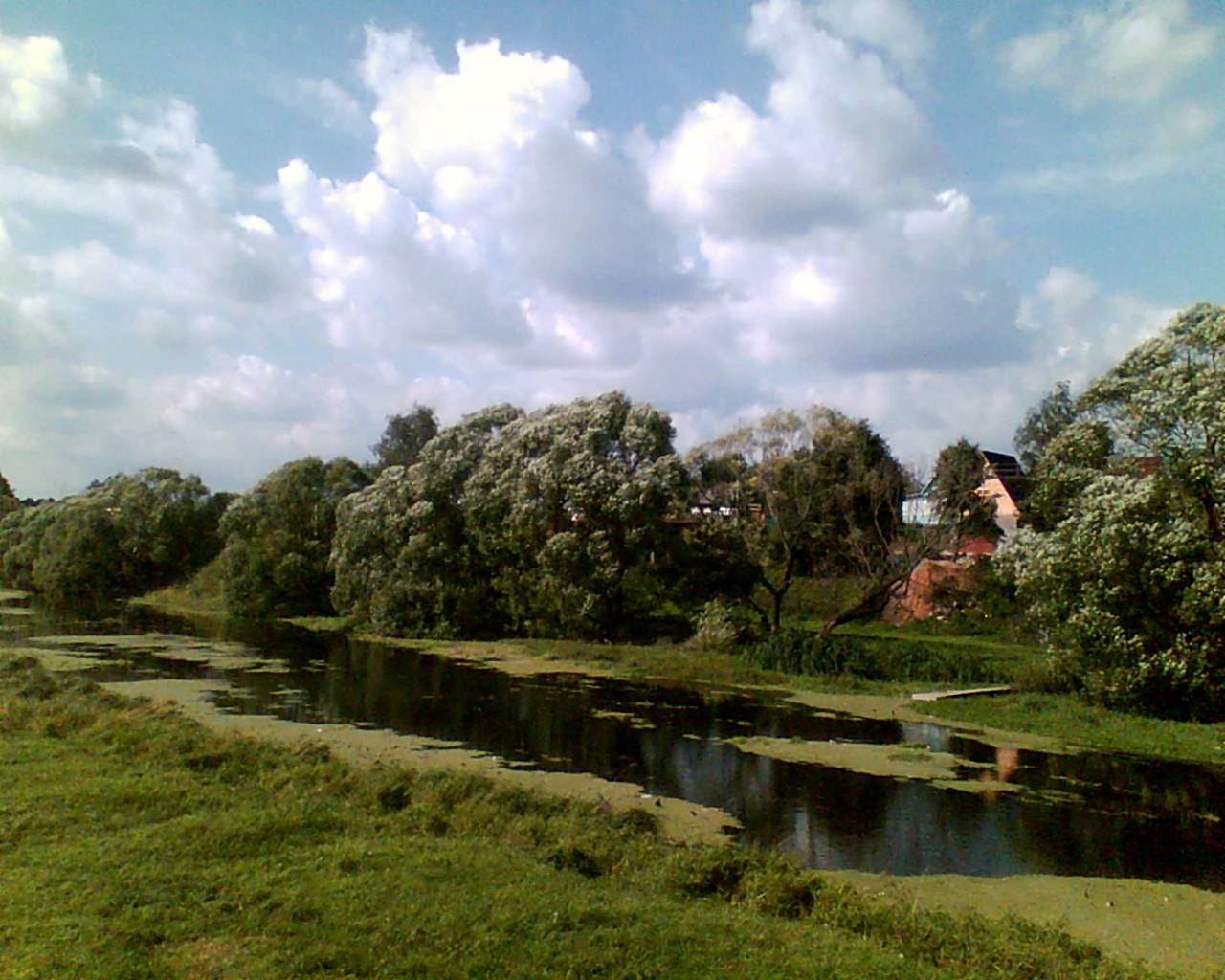
Десна, 2006 рік
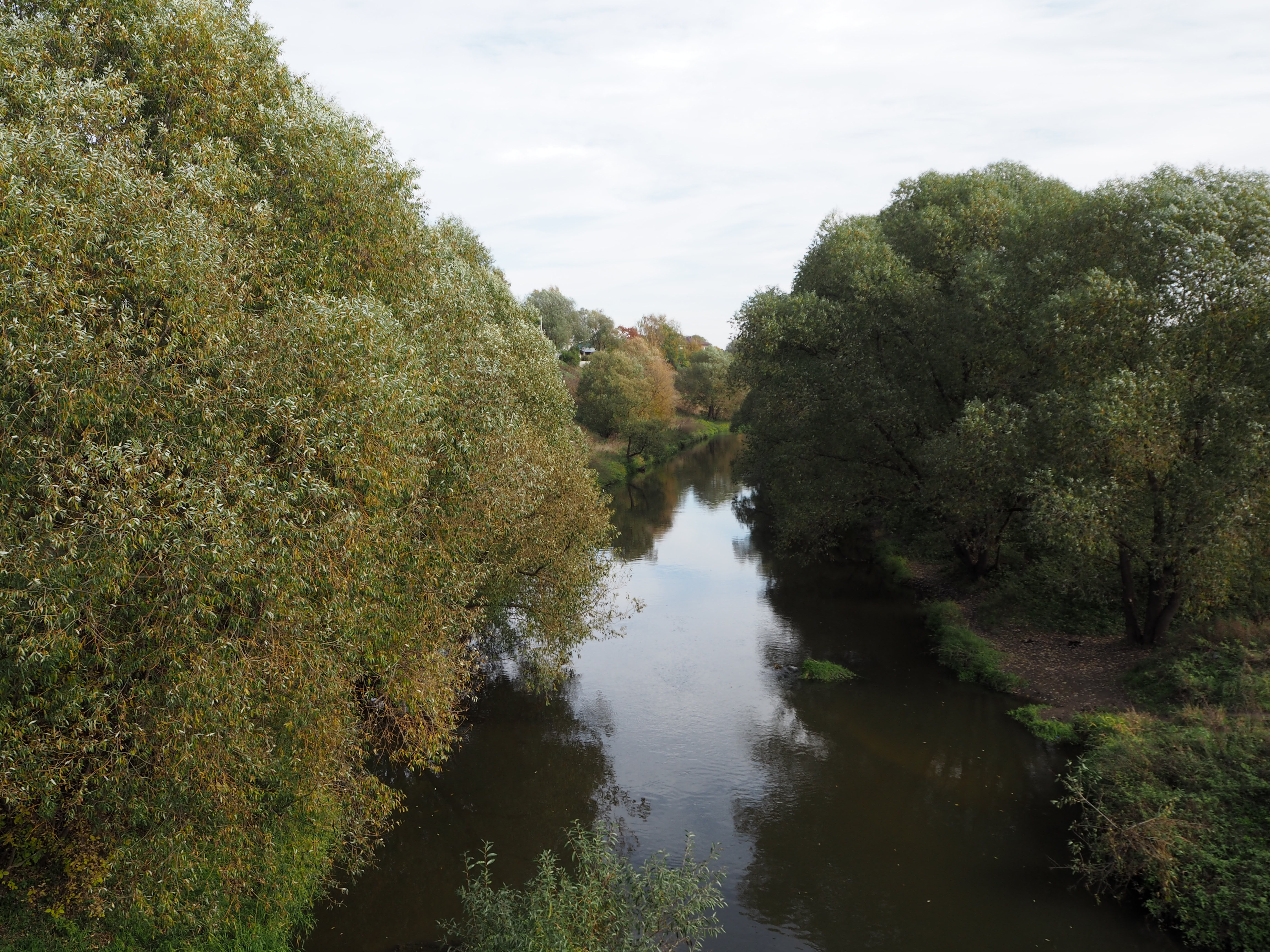
Річка Десна біля села Армазово